# Quackenbush Bandit 50
El Quackenbush Bandit 50 es un fusil de aire comprimido monotiro potenciado por precargado neumático (PCP). Con una mayor presión en el tanque de la indicada y con el proyectil adecuado, puede producir hasta 359 joules de energía de impacto, lo cual lo hace más potente que varias armas fuego, entre ellas, la .380 ACP.

## Diseño
El cañón del Bandit 50, a diferencia de muchas otras armas de aire, se hace a partir de una barra sólida de acero, mientras que otras compañías solo estrían un tubo prefabricado, esto se debe a que los tubos calibre 12,7 mm no cuentan con una pared gruesa como para satisfacer las necesidades del Bandit. El método usado para rayar los cañones es antiguo y requiere de mucho tiempo.
Dennis Quackenbush probó varios tipos de estriado para lograr mayor eficiencia potencia-precisión, contrariamente a la creencia que las microranuras eran mejor para cualquier arma de aire, las ranuras tipo “seven” con giro rápido dieron mejor eficacia. Dennis Quackenbush también descubrió que haciendo la boca del cañón de un diámetro más pequeño al resto del ánima, el fusil producía una mayor precisión, ya que la mayor parte de la aleatoriedad de la bala ocurre durante la salida.
El bandit 50 tiene un acabado en pavón azul oscuro y una culata de nogal en acabado natural brillante.
El fusil usa un gatillo simple de una sola palanca, que se jala un poco pero es manejable para un cazador, en cuanto a la seguridad, el fusil en si no la posee, pero por ser de cerrojo monotiro, la palanca del cerrojo se debe ubicar en la posición de descanso, evitando disparos accidentales.

### Un pequeño experimento
En 2001, a petición de un usuario, Dennis Quackenbush alargó el cañón en 15,2 cm, quedando el cañón en una longitud de 81,3 cm y dándole al fusil una longitud total de 124,5 cm. Esto dio como resultado un aumento de la velocidad de 18 m/s a 210 bares, otorgando una velocidad de salida de 260 m/s, y aumentando la energía de impacto para un total de 398,5 J. Aun así, este fusil no pasó de la etapa de prototipo, debido a que el largo extra no justificaba el incremento de las prestaciones que producía.

## Rendimiento
Se supone que el tanque neumático del Bandit 50 se debe llenar a una presión de 210 bar, lo cual producirá una velocidad de 360 m/s con proyectiles de 11,8 g, pero si se llena a 225 bar, el fusil producirá 244 m/s con los mismos proyectiles. Usando proyectiles calibre 12,45 mm de 11,3 g el Bandit produce velocidades de 231 m/s, con una energía de impacto de unos 300 joules.
Las agrupaciones con los proyectiles calibre 12,45, son de 46 mm entre centros a 30 m; el tanque del Bandit por lo regular tiene capacidad para ofrecer 3 disparos cada vez que se llene, claramente, por ser un fusil neumático, la presión en el tanque disminuye a cada disparo, haciendo el siguiente disparo menos potente que el anterior. 